# Victor (Montana)
Victor ist ein zu Statistikzwecken definiertes Siedlungsgebiet (Census-designated place) in Ravalli County im US-Bundesstaat Montana, USA.
Nach der Volkszählung im Jahr 2020 hat Victor 789 Einwohner.

## Geographie
Victor liegt im Westen Montanas im Bitterroot Valley, ca. 19 Kilometer nördlich von Hamilton, der größten Stadt im Ravalli County und dessen Verwaltungssitz.

## Schule
Victor verfügt über eine Schule für die Altersstufen Kindergarten bis Klasse 12. An der High School, an der 10 Lehrer unterrichten, sind zurzeit 118 Schüler angemeldet. Das Maskottchen der Schule ist ein Pirat.

## Demografie
Die bei der Volkszählung im Jahr 2000 ermittelten 859 Einwohner von Victor lebten in 351 Haushalten; darunter waren 230 Familien. Die Bevölkerungsdichte betrug 207 pro km². Im Siedlungsgebiet wurden 375 Wohneinheiten erfasst. Unter der Bevölkerung waren 96,2 % Weiße, 1,5 % amerikanische Indianer und 0,9 % von anderen Ethnien; 1,4 % gaben die Zugehörigkeit zu mehreren Ethnien an.
Unter den 351 Haushalten hatten 35 % Kinder unter 18 Jahren; 50 % waren verheiratete zusammenlebende Paare. 27 % der Haushalte waren Singlehaushalte. Die durchschnittliche Haushaltsgröße war 2,45, die durchschnittliche Familiengröße 2,97 Personen.
Die Bevölkerung verteilte sich auf 29,2 % unter 18 Jahren, 7,2 % von 18 bis 24 Jahren, 27,5 % von 25 bis 44 Jahren, 21,0 % von 45 bis 64 Jahren und 15,1 % von 65 Jahren oder älter. Der Median des Alters betrug 35 Jahre.
Der Median des Haushaltseinkommens betrug 38.618 $, der Median des Familieneinkommens 42.986 $. Das Prokopfeinkommen in Victor betrug 17.599 $. Unter der Armutsgrenze lebten 7,7 % der Bevölkerung.